# Милан Ристић (композитор)
Милан Ристић (Београд, 18. август 1908 — Београд, 20. децембар 1982) био је српски композитор и академик СAНУ. 

## Биографија
Ристић је припадао такозваној „прашкој групи“ композитора - поред њега, чинили су је још и Миховил Логар, Драгутин Чолић, Љубица Марић, Војислав Вучковић и Станојло Рајичић – која је у музички живот српске престонице ушла почетком тридесетих година 20. века, да би након Другог светског рата, њени представници одиграли водеће улоге у српској музици. Ристићу међу њима припада посебно место, будући да се током школовања у Паризу и пре доласка у Праг, упознао са стремљењима европске савремене музике. Ристић је прве клавирске лекције добио у Београду, од Брезовшека. У Париз је отишао 1927. године (са школским другом, писцем Оскаром Давичом) започињући студије композиције (1927-1929) код Ј. Пјерсона. По повратку у Београд, наставио је школовање са Милојем Милојевићем, а потом и са Јосипом Славенским у Музичкој школи у Београду. Након очеве смрти, две године је издржавао породицу свирањем у београдском џез саставу Џоли бојс (Jolly Boys). Године 1929. Ристић је уништио партитуру свог првог дела – Четири импресионистичка комада – од кога је, међутим, ипак сачувана друга клавирска минијатура, Инвокација. У току студија у класи Aлојза Хабе на Државном конзерваторијуму у Прагу, Ристић прихвата идеје о „атематизму“, сталном развоју тематског материјала без понављања и прихвата линеарно мишљење, као значајну карактеристику која ће се манифестовати и у његовом даљем раду. Рана Ристићева дела (Симфонијета, једноставачни Виолински концерт, клавирски Прелиди...) писана су у духу међуратног модернизма, у појединим случајевима ослањајући се на Хабино учење о четвртстепеној музици (Свита за четири тромбона, Септет). 
Вратио се у Београд након окупације Чехословачке, 1939. године. Након повратка, почео је да ради у Радио Београду, за који ће у будућности везати значајан део својих активности, прекидајући јавно иступање током окупације. Након рата се враћа у Радио, где је на позицији заменика главног уредника музичког сектора остао до 1963. године, када је постао музички саветник дирекције Радио-телевизије Београд. Изабран је за дописног члана СAНУ 1961. године, а за редовног 1974. године. Био је председник Удружења композитора Србије од 1960. до 1962. године. Одликован је Орденом рада са црвеном заставом.

## Стваралаштво
Ристић је у периоду школовања написао своје најсмелије композиције, међу којима многе у четвртонском и шестинотонском систему. Ипак је најпознатији као аутор девет симфонија и других оркестарских дела, као што су Симфонијета, симфонијска поема Човек и рат, Симфонијски став, Suita giocosa, Симфонијске варијације, Бурлеска, Седам багатела, Свита, Три мала комада, Три полифоне студије, Галоп, због чега се сврстава међу највеће наше симфоничаре. Поред симфонијских, написао је и значајан број концертантних дела у која спадају концерт за виолину, два концерта за клавир, концерт за кларинет, концерт за трубу, концерт за оркестар, концерт за камерни оркестар. Од камерних остварења у полустепеном систему издавају се пет гудачких квартета, а ту су и: Дувачки квинтет, Соната за две виолине и клавир, две сонате за виолину и клавир, соната за виолу и клавир, дует за виолину и виолу, 24 фуге за разне инструменталне саставе. Међу четвртстепене композиције се сврставају Свита за четири тромбона, Септет, Свита за десет гудачких интрумената, Соната за соло виолину, док је у Дуету за виолину и виолончело Ристић користио шестине степена. Стварао је и композиције за сцену, као што су балети Пепељуга и Тиранин (неодовршен). Делима као што су Кроз мећаву, Јаблан, Смрт Смаил-аге Ченгића, Песма о соколу и др. за рецитатора и камерни или велики оркестар сврстао се међу ретке српске ауторе који су неговали жанр мелодрама. Оставио је известан број обрада народних песама и игара као и оркестрације композиција Јосифа Маринковића и Исидора Бајића. 
Друга симфонија из 1951. године представља у Ристићевом опусу парадигматичан пример његовог композиционо-техничког мајсторства. Реализована је ограниченим фондом изражајних средстава, те усмерена ка постизању баланса и прегледности форме транспарентном мелодиком и функционализованим хармонским односима. Први став моторичног тока, својом пулсацијом обухвата и лирску тему, описујући даљим развојем контуре сонатног облика. Други став је симулација серенаде која уводи и гест гротеске оличен у оркестрацији теме коју доноси кларинет у пратњи трубе и фагота. Скерцо и трио се повезују са фолклором због непарне метрике, али немају недвосмислене интонативне релације са неким конкретним напевом. Финале је модернистичка фуга у којој је Ристић представио своје владање контрапунктским техникама (инверзија, аугментација, стрета). Поред тога, прозрачна али ефектна оркестрација, пријемчива извођачима и слушаоцима, допринела је да ово дело буде извођено и ван граница Југославије (Извео ју је у Женеви оркестар Suisse romande). Весна Микић истиче да “Друга симфонија стоји на почетку ‘нове епохе’ у српској музици и култури” (Микић, 2009: 119), будући да се у години њене премијере (5. септембар 1951. године, Симфонијски оркестар НР Србије под управом Живојина Здравковића) догађала транзиција у југословенској уметности од доминирајућег социјалистичког реализма ка (социјалистичком умереном, умиреном) модернизму/(социјалистичком) естетизму. Ристићева Друга симфонија са овим културним променама кореспондира у свим структурним аспектима. Њен неокласични израз се поставља као неговање тековина здраве класике, насупрот вулгаризовању уметности у дневнополитичкој употреби, нема програмско одређење, али изграђена мајсторском (канонском) вештином уз симулацију одређених модела фолклорне конотације (скерцо је у такту пет осмина а трио у седам осмина), својом довршеношћу и солидношћу се не супротставља владајућој доктрини, а притом је дело савременог израза, те оптимистичним духом одражава полет којим читаво југословенско друштво тога периода улази у промене из земље Варшавског пакта у самоуправни социјализам.
Suita giocosa, а нарочито Седам багатела за оркестар потврђују Ристићев „оптимизам“, „јасне форме, са слободном али увек присутном тоналношћу и јасноћом полифоног рада (...) ова дела због тога носе у себи изузетну комуникативност“ (Бергамо, 1977: 80). За његове Багателе Перичић истиче да су „духовите“, прегледне форме, транспарентне звучности“, те Ристића назива „мајстором неокласичног израза“, чија дела красе „ведрина“, „лирика“, „доброћудни хумор“, али увек „под рационалном контролом“ (Перичић, 1968: 471–472). Тако, евоцирајући скерзо Друге, Ристић и у Багателама користи 5/8 такт, пишући „блиско фолклору“, али, и са врло важним модернистичким епитетом, који говори како о „индивидуалности“ аутора, тако и о његовој „савремености“, „необичним хармонијама“ (Перичић, 1968: 472). О томе сведоче и тадашње критике поводом извођења Ристићевих дела, у којима се истиче „блискост са човеком наше стварности“, „да показује какав резултат даје синтеза талента, здравог погледа на живот и марљивог, студиозног рада“, „здрави оркестрарски стил у нашој музици“ (Бергамо, 1977: 80).
У Трећој симфонији Ристић са позиција освојених претходним остварењима селектира и поново присваја одређене поступке које је користио у својим студентским радовима. Композиција је посвећена двадесетогодишњици револуције, а изведена је најпре уочи прославе Дана устанка, 6. јула 1961. године, а затим и на концерту Београдске филхармоније под управом Живојина Здравковића. Исте године је награђена Октобарском наградом града Београда. На примеру Треће симфоније се могу уочити бројни карактеристични компромиси за социјалистички естетизам. Изражајно удаљено од соцреализма, ово дело је посвећено прослави 20 година Револуције. Међутим, у делу нема цитата песама из НОБ-а или било каквих поступака познатих из четрдесетих. Са Револуцијом се још једино могу повезати поднаслови ставова (Младост-Немири-Окупација-Нови Свет), али у синтези са Ристићевом биографијом. „Класичан“ четвороставачни симфонијски циклус, са „одговарајућим“ редоследом ставова (II скерцо, III лагани), остварен је „савременим“ језиком. Међутим, „савременост“ језика није недвосмислена, јер се не ради ни о додекафонији, ни о тоналном језику, док, истовремено, постоји рад са дванаест тонова, али и врло јасна тонална „упоришта“. Ристић је, такође, демонстрирао своје владање оркестрацијом и контрапунктским техникама, али у самом делу нема никаквих претензија да се музиком пренесе неки конкретан ванмузички наратив. Ова композиција „нема стриктни, одређени програм“, већ како Перичић истиче, „делује својом чисто музичком садржином“. „Не-дискурзивност“ овог дела истакнута је у први план традиционалним четвороставачним обликом симфоније – Allegro moderato – Vivace, Come una Marcia funebre, Tempo I – Andante mosso – Allegro assai – у коме појединачни ставови следе архитектонске формалне обрасце сонатног облика (I и IV став) и облика песме (II и III став). 
Концерт за клавир и оркестар из 1954. године осмишљен је једноставно, без уобичајене виртуозности. Макро план концерта са распоредом ставова брз-лаган-брз, не одступа од традиционалне концепције. Поред тога, Ристић примењује и Франков циклични принцип. Појава друге теме у Aс-дуру, након прве теме у Ц-дуру, и промене врсте такта у другом ставу (4/4, 5/4, 4/4, 5/4) одступају од „класичних“ решења. Други, лирски став, започиње полифоним одломком са променама врсте такта, што на известан начин даје повода за фолклорне конотације. Трећи став који садржи оштрија сазвучја него што је то био случај у претходном току, протиче у моторичном покрету. 
У опусу Милана Ристића налази се још Концерт за виолину из 1944. године, Концерт за кларинет из 1964. године, Четврта (1966), Пета (1967), Шеста (1968), Седма (1972), Осма (1974) и Девета симфонија (1976) и још један Концерт за клавир компонован 1973. године као и Концерт за трубу (1978).

## Списак значајнијих дела
Оркестарска дела
- Симфонијета (1939)
- Прва симфонија (1941)
- симфонијска поема Човек и рат (1942)
- Друга симфионија (1951)
- (1956)
- Симфонијске варијације (1957)
- Бурлеска (1957)
- Седам багатела (1959)
- Трећа симфонија (1961)
- музика за камерни оркестар (1962)
- Четврта симфонија (1966)
- Пета симфонија (1967)
- Шеста симфонија (1968)
- Седма симфонија (1972)
- Осма симфонија (1974)
- Девета симфонија (1976)

Концертантна дела
- концерт за виолину (1944)
- Први концерт за клавир (1954)
- концерт за камерни оркестар (1958)
- концерт за оркестар (1963)
- концерт за кларинет (1964)
- Други концерт за клавир (1973)
- Kонцерт за трубу (1978)

Kамерна остварења
- дует за виолину и виолу (1931)
- Први гудачки квартет (1935)
- Дувачки квинтет (1936)
- свита за виолину и виолу (1937)
- Други гудачки квартет (1942)
- соната за виолу и клавир (1945)
- Музика за квартет хорни (1970)
- Пет крокија за флауту, кларинет, виолу и харфу (1971)
- Пет карактера за дувачки квинтет (1972)
- Трећи гудачки квартет (1977)
- Четврти гудачки квартет (1977)
- Пети гудачки квартет (1977)

Солистичке композиције
- мала свита за контрабас соло (1975)

Нотна издања (избор)
- Кончерто за гудачки оркестар (УКС,1971)
- Први концерт за клавир и оркестар, (СAНУ, 1979)
- Други концерт за клавир и оркестар (СAНУ, 1977), оркестарска партитура и извод за два клавира
- Трећа симфонија (СAНУ, 1965)
- Четврта симфонија (УКС, 1968)
- Седма симфонија, (СAНУ, 1981)
- Симфонијске варијације (Едиције композитора Југославије, 1961)

Дискографија (избор)
- Пет карактера за пет инструмената, Рудолф Бручи, Милан Ристић,‎ Југославенска Музичка Трибина, Југотон, LPS-61062, 1973
- Осма симфонија / Пет комада за камерни оркестар, ПГП РТБ – LP 2517, Савремени домаћи композитори, 1977